# Nederigheid
Nederigheid of deemoed is een houding of eigenschap die zich kenmerkt door weinig voor zichzelf te eisen en zichzelf niet op de voorgrond te plaatsen, en afkeer van gebruik van macht of aanvaarden, laat staan opeisen, van eer. Nederigheid gaat niet samen met egoïsme of egocentrisme en dient niet verward te worden met gebrek aan zelfwaardering.
Nederigheid, sterk verwant aan bescheidenheid, is het tegenovergestelde van hoogmoed of arrogantie. In de ethiek speelt het begrip een belangrijke rol.

## Spinoza over nederigheid
De Verlichtingsfilosoof Benedictus de Spinoza is even negatief over de vermeende deugd nederigheid als over de ondeugd verwaandheid. Nederigheid is volgens hem hetzelfde als zelfmiskenning en daarom eveneens een ondeugd:

Nederigheid (of zelfmiskenning) is ons zelf uit neerslachtigheid lager te stellen dan wij verdienen. Toch zijn wij vaak gewoon tegenover verwaandheid nederigheid (deemoed) te stellen, maar zien dan meer op hun beider uitwerking dan op hun eigenlijk karakter. Want wij plegen trots te noemen, die zich zelf bovenmatig verheft, die niets dan voortreffelijks van zich zelf en van anderen niets dan gebreken weet te verhalen, die boven allen de voorrang wil hebben en met een deftigheid en praal optreedt, als men slechts gewoon is van mensen, die verre boven hem geplaatst zijn. Daarentegen noemen wij nederig, die telkens bloost, zijn eigen fouten erkent, over de goede eigenschappen van anderen spreekt, voor elkeen uit de weg gaat, met gebogen hoofd loopt en zorgt nooit in 't oog te vallen. Voor het overige zijn deze aandoeningen deemoed en zelfverachtig namelijk, buitengewoon zeldzaam. Want uiteraard verzet zich de menselijke natuur tegen haar zoveel in haar vermogen is en daarom zijn dan ook de mensen die in de ogen van het algemeen, het deemoedigst en het nederigst zijn, meestal in de hoogste mate eerzuchtig en afgunstig.
— Benedictus de Spinoza (1677), Ethica, ordine geometrico demonstrata. Vertaald door W. Meijer. Amsterdam: S.L. van Looy.

## Nederigheid in het christendom
In de christelijke geloofsethiek speelt het begrip nederigheid een belangrijke rol. Bij de zeven hoofdzonden uit de katholieke geloofsleer is hoogmoed de grootste zonde, die onder meer, volgens het christelijke geloof, tot de val van Adam en Eva uit het paradijs zou hebben geleid.

Nederigheid staat ook centraal in de gelijkenis die Jezus Christus vertelde over de plaats van de genodigden bij een bruiloft: wie een ereplaats inneemt kan worden gevraagd om elders te gaan zitten omdat de plaats voor een voornamer persoon bestemd kan zijn, maar wie de minste plaats kiest kan daarentegen juist worden gevraagd dichterbij te komen zitten. 
Want wie zichzelf verhoogt zal vernederd worden, en wie zichzelf vernedert zal verhoogd worden.
Nederigheid is bij vele katholieke orden (kloosterorden) een eerste eis, zoals bij de 'minderbroeders' Franciscanen. Als bewijs van nederigheid ging men in zogenaamde 'missiegebieden' werken met ernstig zieken, zoals pater Damiaan deed toen hij voor besmettelijke lepralijders ging zorgen. De opdracht tot nederigheid binnen kerkelijk verband werd in katholieke kringen vaak misbruikt om macht uit te oefenen over ordeleden of gelovigen.